# Llista de pel·lícules de Barbie
Barbie, una nina de moda fabricada per l'empresa nord-americana de joguines i entreteniment Mattel, ha protagonitzat 52 llargmetratges d'animació i pel·lícules de televisió en streaming des del 2001, que s'ha convertit en un component bàsic d'una franquícia de mitjans homònims.
Com a resposta a l'augment creixent dels mitjans digitals i interactius, així com al descens gradual de les vendes de nines, joguines i accessoris a la dècada de 1980, Mattel es va associar amb estudis d'animació per produir pel·lícules  que es van emetre a Nickelodeon als Estats Units des de 2002 i es van llançar en formats de vídeo domèstic, originalment per Family Home Entertainment i Lionsgate, després predominantment per Universal Pictures Home Entertainment,, ambdós fins al 2017. A partir del 2012, Mattel va ampliar la franquícia més enllà de les pel·lícules a altres mitjans audiovisuals com ara sèries web, programes de televisió i continguts de televisió en streaming, amb aquests últims seguint la tendència creixent dels serveis de streaming i les plataformes en línia. El 2020, Mattel va transformar les pel·lícules de DVD a pel·lícules de televisió en streaming, marcant-les com a "especials" animats i integrant-les en el cànon del programa de televisió inaugural de la franquícia de mitjans "Barbie", Barbie: Dreamhouse Adventures fins al 2024.
Warner Bros. i Mattel Films, juntament amb LuckyChap Entertainment i Heyday Films, van estrenar a les sales una pel·lícula live action del personatge El seu llançament es va convertir en part d'un fenomen anomenat Barbenheimer.
L'agost de 2024, després de l'èxit de la pel·lícula del 2023, Mattel va anunciar plans per a una pel·lícula animada de Barbie estrenada a les sales, amb la divisió d'Illumination d'Universal Pictures com a possible soci de producció. Es diu que Greta Gerwig i Margot Robbie, la directora i l'actriu principal de la pel·lícula del 2023, respectivament, no estan implicades.

## Adaptacions i arguments originals (2001–2009)
Mattel va llançar la seva divisió d'entreteniment interna homònima l'any 2001 i va començar la sèrie de pel·lícules Barbie adaptant històries/contes preexistents, amb animació CGI proporcionada per l'estudi canadenc Mainframe Entertainment .
L'any 2007, Mainframe va ser adquirida per l'empresa local de postproducció, Rainmaker Income Fund, canviant-li el nom a Rainmaker Animation inicialment, i després Rainmaker Entertainment l'any següent. Les pel·lícules durant aquest període van ser distribuïdes originalment en VHS i DVD per Artisan Entertainment i Family Home Entertainment des del 2001 fins al 2004, quan ambdues van ser adquirides i incorporades a Lionsgate. El 2006, Mattel va deixar de distribuir les pel·lícules en VHS i es va centrar únicament en DVD; paral·lelament, Universal (que ja tenia els seus drets de distribució a l'estranger) es va fer càrrec dels drets de distribució nacional, després que les negociacions amb Lionsgate es trenquessin sobre la poca quantitat que oferia Mattel per continuar distribuint futures pel·lícules de Barbie.

### Barbie al Trencanous(2001)
Basada en El Trencanous i el Rei ratolí d'ETA Hoffmann i la música de ballet El Trencanous de Piotr Ilitx Txaikovski, aquesta pel·lícula inaugural de la sèrie és protagonitzada per Barbie. Narra a la seva germana petita, Kelly, una història sobre una jove anomenada Clara que rep un preciós trencanous de fusta de la seva tia Elizabeth com a regal de Nadal. Més tard aquella nit, la joguina cobra vida per protegir la Clara dels soldats del malvat Rei Ratolí. La Clara es redueix a la mida de la joguina i juntament amb el seu valent Trencanous va a la recerca d'una princesa màgica de Sucre per revertir l'encanteri del Trencanous.

### Barbie com a Rapunzel(2002)
Aquesta segona pel·lícula, basada en el conte clàssic dels germans Grimm, és protagonitzada per Barbie, que atrapada en una torre alta per una bruixa malvada. Amagada del món exterior per Gothel, la Rapunzel passa gran part del seu dia pintant i somiant amb una vida més feliç. Després de molts anys sola, Rapunzel emprèn un viatge amb els seus amics Penelope i Hobie per trobar el seu final feliç.

### Barbie al llac dels cignes(2003)
Basada en la música del ballet del llac dels cignes de Txaikovski, aquesta tercera pel·lícula gira al voltant d'Odette, la filla d'un forner, que un dia segueix un unicorn de nom Lila a un bosc encantat, on pateix una transformació. Després de ser convertida en un cigne per un bruixot anomenat Rothbart, decideix descobrir com trencar l'encanteri sobre ella mateixa i alliberar el bosc de les urpes malvades de Rothbart.

### Barbie a La princesa i la costurera(2004)
Basada un història clàssica de Mark Twain, El príncep i el costurer i la primera pel·lícula musical de la sèrie, aquest quart film el protagonitza Barbie, en un doble paper; la princesa Anneliese, rossa, i la morena Erika. Ambdues emprenen un viatge que les portarà a una amistat per a tota la vida, mentre descobreixen un complot del conseller de la reina, Preminger, per apoderar-se del regne.
Després de l'estrena original d'aquesta pel·lícula, Lionsgate adquiriria Artisan Entertainment i Family Home Entertainment i, en el procés, es faria càrrec dels drets de distribució originals de les pel·lícules.

### Barbie: Fairytopia(2005)
La cinquena pel·lícula original de Barbie és protagonitzada per aquesta mateixa, que interpreta una fada sense ales anomenada Elina. Elina viu en un prat màgic amb la seva mascota i amic, Bibble. Un dia, molts dels amics alats de l'Elina perden les seves habilitats de vol i es tornen febles a causa d'una estranya maledicció, repartida pel prat per ocells enviats per una fada malvada anomenada Laverna. L'Elina parteix per salvar el seu prat i els seus amics localitzant a Azura, una de les 7 fades guardianes.
Aquesta pel·lícula es va estrenar a la primavera, trencant el cicle d'estrena tardor/tardor d'una pel·lícula per any de les pel·lícules anteriors.

### Barbie i la màgia del Pegàs(2005)
Aquesta sisena pel·lícula també la protagonitza Barbie, interpretant una talentosa patinadora sobre gel i princesa anomenada Annika. Quan la seva família i el seu poble són atacats pel malvat mag Wenlock, s'embarca en un viatge per salvar-los. Acompanyats per un caçador anomenat Aidan, la seva germana gran maleïda, Brietta, i un ós polar anomenat Shiver, el grup descobreix secrets familiars i fa un pla per derrotar a Wenlock per salvar la seva gent.

### Barbie Fairytopia: Mermaidia(2006)
La setena entrada i l'última pel·lícula de Barbie que s'estrenarà originalment en VHS és la seqüela de Barbie: Fairytopia. Aquesta vegada, la fada Elina ha de rescatar el mer-príncep Nalu dels sequaços de la malvada Laverna. Elina i Bibble s'uneixen amb una sirena anomenada Nori per localitzar el príncep i salvar el seu regne.
Després de l'estrena original d'aquesta pel·lícula, Mattel va cessar els futurs llançaments de pel·lícules de Barbie en VHS, ja que el format es va anar depreciant gradualment en la quota de mercat i la popularitat mundial en aquell moment.

### Els diaris de Barbie(2006)
Aquest vuitè film és el primer que es va publicar originalment únicament en DVD, l'última pel·lícula de Barbie distribuïda originalment per Lionsgate i l'única pel·lícula de Barbie produïda per Curious Pictures. Barbie, en aquest cas, s'interpreta a si mateixa, i apareix amb els seus millors amics Tia, Courtney i Kevin, tots estudiants de segon de secundària. Tots quatre es mantenen junts mentre s'enfronten als reptes de l'institut, mentre fan música amb la seva banda "Charmz". Mentrestant, Barbie s'esforça per aconseguir la feina dels seus somnis a l'estació de televisió de l'escola, però ha de lluitar contra la noia més popular de l'escola, Raquelle, i fer malabars amb els seus sentiments, ja que està enamorada tant de Todd, un estudiant molt popular, com del seu millor amic masculí, Kevins.

### Barbie a les 12 princeses ballarines(2006)
Basat en el conte homònim dels germans Grimm, aquesta és la novena entrada, la tercera pel·lícula de ballet i la primera pel·lícula de Barbie distribuïda originalment per Universal. Explica la història d'un rei viudo anomenat Randolph i les seves 12 filles. Una d'aquestes, interpretada per Barbie, s'anomena Genevieve. Per assegurar-se que les seves filles creixin i aprenguin a comportar-se com a dames correctes, el rei recluta la seva cosina, la duquessa Rowena, per ensenyar a les noies l'etiqueta reial. El que no sap, però, és que la duquessa vol posar fi a la seva vida i fer-se càrrec del regne.

### Barbie Fairytopia: La màgia de l'arc de sant martí(2007)
La desena producció i la part final de la trilogia Barbie: Fairytopia segueix l'Elina a l'escola de fades, on aprèn màgia i dansa. Una vegada més, Laverna idea un pla malvat per evitar que les fades facin el seu ball anual de l'arc de Sant Martí, que comporta submergir tota Fairytopia en la foscor i l'hivern. L'Elina i els seus companys han d'aprendre a deixar de banda les seves diferències i unir-se per aturar Laverna d'una vegada per totes.
Aquesta pel·lícula és l'última produïda per Mainframe amb el nom de Mainframe Entertainment .

### Barbie com La princesa dels animals(2007)
Aquesta 11a pel·lícula és el segon musical de la sèrie i l'única pel·lícula produïda per Mainframe Studios amb el nom de Rainmaker Animation després de l'adquisició de Rainmaker Income Fund. Barbie interpreta a una noia nàufraga anomenada Rosella que desembarca i creix en una illa amb animals parlants, que es converteixen en els seus amics. Un dia, un príncep anomenat Antonio i la seva mà dreta, Fraser, arriben a l'illa i es troben amb Rosella, que en un principi era coneguda simplement com a Ro, i s'enamora perdudament d'ella. Antonio s'emporta a Ro i als seus amics al seu regne, on descobreixen un complot per destronar al pare d'Antonio.

### Barbie: Mariposa(2008)
Titulada alternativament Barbie Fairytopia: Mariposa and Barbie: Mariposa & Her Butterfly Fairy Friends, aquesta 12a entrada cinematogràfica de la sèrie és la primera de les 2 derivacions de la trilogia de Barbie: Fairytopia, convertida en franquícia.
En aquesta pel·lícula, Elina narra a Bibble una història sobre una fada anomenada Mariposa i les seves amigues, Rayna i Rayla, que viuen en un regne conegut com Flutterfield. Aquest regne està protegit per llums màgiques creades per la reina Marabella, que protegeixen les fades de monstres i criatures. Tanmateix, quan la reina Marabella emmalalteix i les llums amenacen d'apagar-se, la Mariposa i els seus amics s'han d'aventurar en territori enemic per trobar una cura per a la seva estimada reina, que és l'única que coneix el secret de les llums que els mantenen segurs.

### Barbie i el castell de diamants(2008)
Aquesta 13a pel·lícula i 3r musical la protagonitzen Barbie i la seva millor amiga Teresa, que apareix com a personatge protagonista per primera vegada en una producció popular de Barbie, compartint el seu amor per la música. Les protagonistes són Liana i Alexa, dues noies que viuen en una casa de camp, dedicades a la jardineria. Després de conèixer una musa anomenada Melody, atrapada en un mirall, ambdues s'embarquen en un viatge per restaurar un castell de diamants, abans que Lydia, una bruixa que ha traït les muses, prengui el castell i destrueixi la música.

### Barbie a una cançó de Nadal(2008)
Basada en la història/conte de Charles Dickens de 1844, aquesta 14a pel·lícula tracta sobre el significat del Nadal i ajudar els menys afortunats. Durant un ball anual benèfic, Barbie li explica a la seva germana petita Kelly la història d'una cantant d'òpera anomenada Eden Starling, amb un odi cap a la cultura nadalenca immens, fins al punt d'arruïnar les festes a la seva millor amiga, Catherine Beadnell, i als seus companys de feina.
Però els seus comportaments i la seva percepció sobre el Nadal canviarien durant la nit, ja que la visiten 3 esperits nadalencs; cadascun entrant una hora rere l'altra, mostrant el seu passat, present i futur.

### Barbie a Polzeta (Pulgarcita)(2009)
Basada en Thumbelina de Hans Christian Andersen i anomenada alternativament Barbie Presents: Thumbelina, aquesta 15a pel·lícula presenta a Barbie interpretant a Polzeta, una fada de la mida del polze. Les fades viuen en un prat màgic, que és amenaçat per empreses constructores que el volen destruir per fabricar edificis. Tanmateix, una noia consentida anomenada Makena, filla d'un dels constructors, els serà d'ajuda i els donarà el coratge per aturar-los.

### Barbie i Les tres mosqueteres(2009)
Basada en el conte francès de 1844 Els tres mosqueters d'Alexandre Dumas, aquesta és la setzena pel·lícula de la saga i la primera a mostrar el logotip original de Barbie. La pel·lícula protagonitza Barbie com a Corinne, una jove valenta que somia amb convertir-se en una gran combatent per protegir la família reial francesa, tal com ho va fer el seu pare. Però Corinne es veu decebuda quan descobreix que les noies no poden ser mosqueteres. En lloc d’això, ella i tres noies més, Viveca, Aramina i Renée, que treballen com a donzelles, comparteixen el mateix desig de defensar la família reial com a mosqueteres. Les quatre són entrenades en secret per un mestre d'esgrima i, més endavant, utilitzen les seves habilitats per salvar el príncep Lluís, que amaga una afecció especial per Corinne.

## Trames actuals (2010-2015)
Des de finals de 2010 fins a finals de 2014, Mattel va reorganitzar les seves operacions i va substituir el nom de Mattel Entertainment per Barbie Entertainment, com a part d’un canvi estratègic en les pel·lícules de Barbie. Aquest canvi va reflectir un nou enfocament, que va passar de les històries clàssiques de princeses a escenaris més moderns, amb trames centrades en la moda, la música i les relacions familiars i d’amistat de Barbie. La majoria de les pel·lícules d’aquesta època van ser animades per Mainframe Studios sota el nom de Rainmaker Entertainment. Mattel també va col·laborar amb Technicolor en dues pel·lícules, així com amb Arc Productions, amb qui va establir una relació després d’impressionar-se amb el treball d’animació d’aquests en la sèrie web Barbie: Life in the Dreamhouse. El 16 d’octubre de 2013, Mattel va llançar la seva divisió interna de producció, Mattel Playground Productions, absorbint les marques Mattel Entertainment, Mattel Studios i Barbie Entertainment. Aquest nou nom no es va utilitzar en les pel·lícules de Barbie fins a Barbie i la porta secreta a finals de 2014.

### Barbie a una aventura de sirenes(2010)
Aquesta setzena pel·lícula de la saga, la primera moderna de la sèrie i l'última sota la marca Mattel Entertainment, la protagonitza Barbie, interpretant a Merliah Summers, una surfista que viu amb el seu avi a Malibu, Califòrnia. Fins a aquell moment, Merliah creu que és una adolescent normal, però durant un torneig de surf descobreix la seva veritable identitat: és una princesa sirena del regne d'Oceana. Amb l'ajuda de nous amics, com dofins i sirenes, Merliah intentarà salvar el regne d'Oceana i la seva mare, Calissa. El grup haurà de treballar conjuntament per trobar tres objectes màgics de l'oceà per salvar a tots.

### Barbie: un conte de moda(2010)
Aquesta 18a pel·lícula de la saga, la primera sota Barbie Entertainment, segueix Barbie com a ella mateixa, interpretant una princesa en una versió de La princesa i el pèsol. Després de ser acomiadada per un malentès durant el rodatge, Barbie se sent desil·lusionada. Els seus amics la consolen i li suggereixen viatjar per revitalitzar-se. Barbie decideix anar a París a visitar la seva tieta Millicent, una dissenyadora de moda. Mentrestant, Ken, que acaba de trencar amb ella, intenta demostrar el seu amor viatjant a París, tot i els obstacles que es troba pel camí.
Abans d'arribar a la casa de la seva tieta Millicent, Barbie descobreix una casa de moda rival dirigida per Jacqueline, que afirma que la seva és la millor de París. En conèixer la seva tia i l'assistent Alice, Barbie s'assabenta que la casa de moda de Millicent està en perill de tancar si no milloren les vendes. Amb l'ajuda d'Alice i tres fades, Shimmer, Glimmer i Shyne, ideen maneres creatives per salvar el negoci. Mentre això passa, Ken reafirma el seu amor per Barbie, i la casa de Millicent rep reconeixement en el món de la moda. L'aclamada crítica de moda, Liliana Roxelle, els convida a una festa, i Barbie rep una oferta per tornar al cinema, i torna amb Ken.

### Barbie: el secret de les fades(2011)
La pel·lícula comença amb Barbie preparant-se per a l'estrena de la catifa vermella de la seva última pel·lícula, on les seves amigues estilistes Carrie i Taylor l'acompanyen. A mesura que avança el film, Barbie descobreix que les seves estilistes són fades, fet que havia de romandre secret. Aquesta revelació comporta el segrest de Ken al món de les fades. Juntament amb Raquel, Barbie viatja a aquest món secret, anomenat Gloss Angeles per rescatar Ken. Al llarg del viatge, s'enfronten a reptes i descobreixen la màgia de les fades, però sobretot aprenen el poder de l'amistat.

### Barbie: Escola de Princeses(2011)
En aquesta vintena pel·lícula, Barbie interpreta Blair Willows, una jove cambrera que viu amb la seva mare adoptiva i la germanastra en un humil apartament. La seva vida canvia quan guanya un lloc a la prestigiosa Princess Charm School per aprendre els camins de la reialesa. A l'escola, s'enfronta a l'hostilitat de Dame Devin, que sospita que Blair és l'hereva perduda del tron de Gardania. Malgrat els esforços de Dame Devin per sabotejar-la, Blair compta amb el suport dels seus amics, Hadley i Isla. Quan Dame Devin intenta que la seva filla, Delancy, sigui coronada, Blair, Hadley i Isla aconsegueixen escapar i arriben a la cerimònia. Finalment, Delancy reconeix la veritat i col·loca la corona a Blair, que es transforma en la princesa Sofia, l'hereva del regne. Dame Devin revela el seu pla en directe, però Sofia pronuncia un discurs i tria Delancy com a assistent. La cerimònia acaba amb una festa, on la princesa Sofia accepta el seu nou paper i l'amor de la seva família adoptiva.

### Barbie: un Nadal perfecte(2011)
Aquesta entrada de pel·lícula número 21 i la segona/última pel·lícula de Nadal/vacances de Barbie, és protagonitzada per Barbie i les seves germanes; Skipper, Stacie i Chelsea. Es dirigeixen a la ciutat de Nova York per visitar la seva tia Millicent. Al llarg del viatge, apareixen complicacions imprevistes i la seva aventura fa un gir musical, mentre intenten tornar a casa.

### Barbie a una aventura de sirenes 2(2012)
Aquesta 22a pel·lícula i la seqüela independent de Barbie in A Mermaid Tale segueix el retorn de Barbie com a sirena surfista, Merliah Summers, a Austràlia per competir en una gran competició de surf. Mentre la Merliah està lluny d'Oceana, una sirena amb males intencions anomenada Eris torna per intentar una segona vegada fer-se càrrec del tron. La Merliah i els seus amics es veuen involucrats en aquesta conspiració, mentre el seu amor pels dos mons es veu desafiat.

### Barbie: la princesa i l'estrella del pop(2012)
Aquesta entrada cinematogràfica número 23 i la primera pel·lícula moderna de Barbie, s'inspira en una entrega anterior, La princesa i la costurera. Barbie interpreta a Tori, princesa del Regne de Maribella, i a una estrella del pop, Keira. A mesura que totes dues es coneixen, descobreixen que tenen moltes coses en comú, inclosa la seva aparença. Ambdues decideixen intercanviar-se per descobrir si l'altra vida és o no tan fàcil com pensen.

### Barbie i les sabates roses(2013)
Aquesta 24a entrada de pel·lícula i la quarta i última pel·lícula de dansa. Kristyn Farraday es veu arrossegada amb la seva amiga, Hayley, a un món secret de ballet quan es prova un parell de sabates de color rosa. En aquest nou món de fantasia, la Kristyn interpreta personatges emblemàtics del ballet, i descobreix una malvada reina de les neus i que derrotarà interpretant números d'obres com Giselle i el llac dels cignes.
Des d'aquesta pel·lícula fins a Barbie: Video Game Hero, totes les pel·lícules de Barbie s'estrenarien originalment en DVD, Blu-ray i còpies digitals (marcada com a "Digital HD").

### Barbie: Mariposa i la princesa de les fades(2013)
A la seqüela de Barbie: Mariposa i el segon dels 2 spin-off de la trilogia Barbie: Fairytopia, Mariposa és enviada per la reina Marabella com a ambaixadora reial de Flutterfield al regne de les fades de cristall. Allà coneix la Crystal la princesa Catània, amb qui tindrà una amistat. Durant la pel·lícula, totes dues descobreixen un complot malvat per destruir el regne, convertint els cristalls en roques, i han de confiar en la seva nova amistat per salvar el regne i fer les paus.

### Barbie i les seves germanes en una aventura de cavalls(2013)
Estrenada el 2013, la història segueix Barbie i les seves germanes, Skipper, Stacie i Chelsea, mentre passen unes vacances en una granja de cavalls. Allà, cada una viu experiències úniques, desenvolupen les seves habilitats eqüestres i enforteixen els seus llaços familiars. Barbie descobreix un cavall salvatge que estableix una connexió especial amb ella, i juntes superen reptes per protegir-lo. La pel·lícula combina aventures, valors familiars i amor pels animals.

### Barbie i la princesa de les perles(2014)
Barbie interpreta a Lumina, una jove sirena amb l'habilitat màgica de controlar i fer brillar les perles. Lumina treballa com a estilista en un saló submarí i somia convertir-se en princesa. Quan se li presenta l'oportunitat d'assistir a un ball reial, descobreix que la seva veritable identitat està connectada amb el regne submarí.

### Barbie i la porta secreta(2014)
Aquesta 28a pel·lícula i la primera pel·lícula de Barbie realitzada sota el sobrenom de "Mattel Playground Productions" és protagonitzada per Barbie com a princesa Alexa. Aquesta troba una porta secreta al jardí reial. La trasllada a un regne màgic, anomenat Zinnia. Alexa, descobrint el regne, coneix una fada anomenada Nori i una sirena anomenada Romy, mentre intenta salvar aquesta terra de la malvada princesa Malúcia, que està intentant robar tota la màgia del regne.

### Barbie Superheroïna(2015)
Aquesta 29a pel·lícula és protagonitzada per Barbie en el paper de Kara, una princesa moderna que obté poders màgics després de ser besada per una papallona encantada. Kara descobreix que pot volar i utilitza les seves habilitats per protegir el seu regne com a superheroïna anomenada Super Sparkle.
Tanmateix, la seva cosina Corinne, gelosa dels seus poders, es converteix en Dark Sparkle, la seva rival. Totes dues entren en conflicte fins que descobreixen una conspiració del conseller reial per derrocar la família reial. Ajunten forces per aturar-lo, demostrant que treballar en equip pot superar qualsevol obstacle.

### Barbie en un Campament de princeses(2015)
Aquest és el darrer film que esdevé una versió del relat de Mark Twain El príncep i el costurer. És una pel·lícula d'animació on Barbie interpreta la princesa Courtney, que accidentalment és enviada a un campament de música rock en lloc del campament reial. Al mateix temps, Erika, una estrella del rock, acaba al campament de princeses. Aquesta confusió porta les dues noies a viure experiències úniques, on aprenen a adaptar-se i a entendre mons molt diferents dels seus.
Aquesta seria l'última pel·lícula/pel·lícula protagonitzada per Barbie com un altre personatge. Les pel·lícules futures de la sèrie la protagonitzaran o la presentaran com ella mateixa.

## Fi dels llançaments de vídeos casolans (2015-2017)
Des del 2015, Mattel va començar a representar Barbie com ella mateixa i no un altre personatge. Se li van atorgar diferents carreres com l'arqueologia la gimnàstica, l'espionatge, l'exploració espacial, la conducció i la conducció de carros de golf, així com van aprofundir en la vida de ficció de Barbie per coincidir amb el debut de la sèrie web Barbie Vlogger a YouTube.
Mattel retiraria la pancarta de Mattel Playground Productions a mitjans de 2016 a favor de la seva aleshores nova pancarta, Mattel Creations, que va crear el 31 de març d'aquell any. El 25 d'octubre de 2016, Rainmaker Entertainment va adquirir i es va fusionar amb Frederator Studios i Erzin-Hirsh Entertainment, que s'anomenaria WOW! Unlimited Media, LLC.
A partir del 2015, la franquícia de Barbie ha continuat expandint-se amb pel·lícules animades dirigides al públic infantil i familiar. Les pel·lícules aborden temàtiques com l'amistat, l'aventura, la música i el treball en equip, mantenint-se com un referent en l'entreteniment per a nens. També inclou una pel·lícula d'acció real dirigida a un públic més ampli, realitzada el 2023.

#### 2015
- Barbie in Princess Power: Barbie interpreta una superheroi amb poders màgics per salvar el seu regne.
- Barbie in Rock 'N Royals: Una confusió porta Barbie i una estrella del rock a intercanviar experiències en un campament de música i un campament reial.
- Barbie & Her Sisters in The Great Puppy Adventure: Barbie i les seves germanes descobreixen un mapa del tresor mentre cuiden dels seus cadells.

#### 2016
- Barbie: Spy Squad: Barbie i les seves amigues es converteixen en espies per resoldre un cas internacional.
- Barbie: Star Light Adventure: Barbie viatja a l'espai per salvar la galàxia amb l'ajuda de nous amics.
- Barbie & Her Sisters in A Puppy Chase: Les germanes Roberts i els seus cadells viuen una nova aventura mentre busquen un concurs de dansa.

#### 2017
- Barbie: Video Game Hero: Barbie és transportada a un videojoc on ha de guanyar diferents nivells per salvar el món virtual.
- Barbie Dolphin Magic: Barbie ajuda a rescatar un grup de dofins màgics i a protegir el seu hàbitat natural.

#### 2020
- Barbie Princess Adventure: Barbie descobreix el poder de la confiança i l'amistat quan intercanvia llocs amb una princesa.

#### 2021
- Barbie & Chelsea: The Lost Birthday: La germana petita de Barbie, Chelsea, viu una aventura per recuperar el seu aniversari perdut.
- Barbie: Big City, Big Dreams: Barbie es trasllada a la ciutat de Nova York i descobreix una nova passió pel cant.

#### 2022
- Barbie: Mermaid Power: Barbie es converteix en una sirena i s'embarca en una missió per protegir el món submarí.
- Barbie: Epic Road Trip: Barbie i les seves amigues emprenen un viatge per carretera que canviarà les seves vides.

#### 2023
- Barbie: Skipper and the Big Babysitting Adventure: Skipper Roberts, la germana de Barbie, descobreix el seu talent per cuidar nens.
- Barbie: Una pel·lícula d'acció real dirigida per Greta Gerwig, protagonitzada per Margot Robbie i Ryan Gosling, que dona un enfocament contemporani al personatge icònic